# 瓦窑站
瓦窑站是一个陇海线上的铁路车站，位于江苏省新沂市瓦窑乡，建于1924年，目前为四等站，邮政编码为221438。目前客运：办理旅客乘降；行李、包裹托运；货运：办理整车货物发到；危险货物仅办理农药、化肥发到。